# 정응룡
정응룡(鄭應龍, ? - ?)은 조선시대 중기의 무신, 군인이다. 자(字)는 이견(而見)이고 호(號)는 동강(東岡)이다. 홍의장군 곽재우의 휘하에서 활동하다가 전사했다. 사후 훈련원봉사에 증직되었다가 병조참판에 가증되고 선무원종공신(宣武原從功臣)에 추서(追敍)되었다.

## 생애
1592년(선조 25) 무과에 급제한 후 임진왜란이 일어나자 홍의장군(紅衣將軍) 곽재우(郭再祐)와 함께 전력 분투하다 순절(殉節)하였다. 그 후 증 훈련원봉사(訓練院奉事)에 추증(追贈)되고 뒤에 다시 증 가선대부(嘉善大夫)로 병조참판(兵曹參判)에 가증(加贈)되었으며 선무원종공신(宣武原從功臣)에 추서(追敍)되었다. 후에 정려(旌閭)가 세워졌으며, 경상남도 의령(宜寧)의 충익사(忠翊司), 대구의 영남충의단 등에 배향되었다.

## 연관 항목
- 선무공신
- 원종공신
- 임진왜란
- 곽재우
- 정발